# Julien Viard
Pour les articles homonymes, voir Viard.
Julien Henri Viard, né le 29 mars 1883 dans le 13e arrondissement de Paris et mort le 12 mai 1938 à Saint-Maur-des-Fossés, est un sculpteur-décorateur verrier français, célèbre pour ses créations de flacons de parfum durant les années 1920.

## Biographie
Concepteur de centaines de flacons de parfum durant les années 1920, Julien Viard reçoit sa formation, d'abord dans le travail sur bronze, auprès d'Antonin Mercié puis de son père, le sculpteur Clovis Viard. Ce dernier était associé aux établissements parisiens Leblanc-Barbedienne, fondeur réputé. Durant l'exposition universelle de 1900, une cheminée ornementale en marbre bronze et or conçue par Clovis avec la complicité de Denys Puech, fut remarquée par la presse. Au Salon de 1907, Julien reçoit les encouragements de la Société des artistes français, catégorie « gravure en médaille et sur pierre fine » et une médaille dans la section des arts décoratifs. Clovis Viard est par ailleurs connu pour avoir collaboré sur des flacons de parfums entre 1900 et 1910 dont Rarissime de Caron.
Vers 1910, Julien se détourne du bronze pour travailler le verre et produit ses premiers flacons, parfois associé à Henri Hamm (1871-1961) dont il va s'inspirer. Julien et son père s'associent ensuite à Georges Viollet-le-Duc (1874-1951) pour fonder vers 1914 une entreprise de verrerie à Montreuil-sous-Bois nommée « C. & J. Viard », qui, ralentie par la guerre, devient surtout active à partir de 1918.
La maison Viard conçoit des modèles destinés à être soufflés ou moulés, en accord avec le commanditaire, puis les fait fondre en série par des cristalleries comme Baccarat ou des entreprises de plus grosses productions comme Dépinoix ou la Société parisienne de verreries. Généralement, Viard se chargeait des finitions. Julien Viard a travaillé également en collaboration avec Lucien Gaillard et Lalique.
Jusqu'à la mort de son père en 1927 (où il est parfois difficile de distinguer le père du fils), Julien Viard produit une quantité importante de modèle de flacons, de boîtes et d'objets en verre destinés principalement aux maisons de parfum, françaises mais aussi américaines. La liste de ses collaborations est à ce jour difficile à évaluer tant elle fut abondante.
Le 12 mai 1938, à la mort de Julien Viard en son domicile de Saint-Maur-des-Fossés dans le quartier de la Varenne-Saint-Hilaire, l'atelier fusionne avec les établissements C. Dépinoix & fils.

## Exemples de créations
- 1914 : Mon Seul Ami, Les Parfums d'Isabey (avec Henri Hamm)
- 1917 : Les Violettes de Molinard
- 1922 : Riva Amata de Rigaud
- 1923 : Véronique de Parfums Marcel Guerlain[11]
- 1926 : La Soirée de Richard Hudnut
- 1927 : Vers la Joie de Rigaud
- 1929 : IX de Delettrez